# Sankt Peter-Ording
Sankt Peter-Ording är en Gemeinde i Kreis Nordfriesland i det tyska förbundslandet Schleswig-Holstein. Sankt Peter-Ording omnämns för första gången i ett dokument från år 1373.
Kommunen ingår i kommunalförbundet Amt Eiderstedt tillsammans med ytterligare 15 kommuner.